# Seilnetz

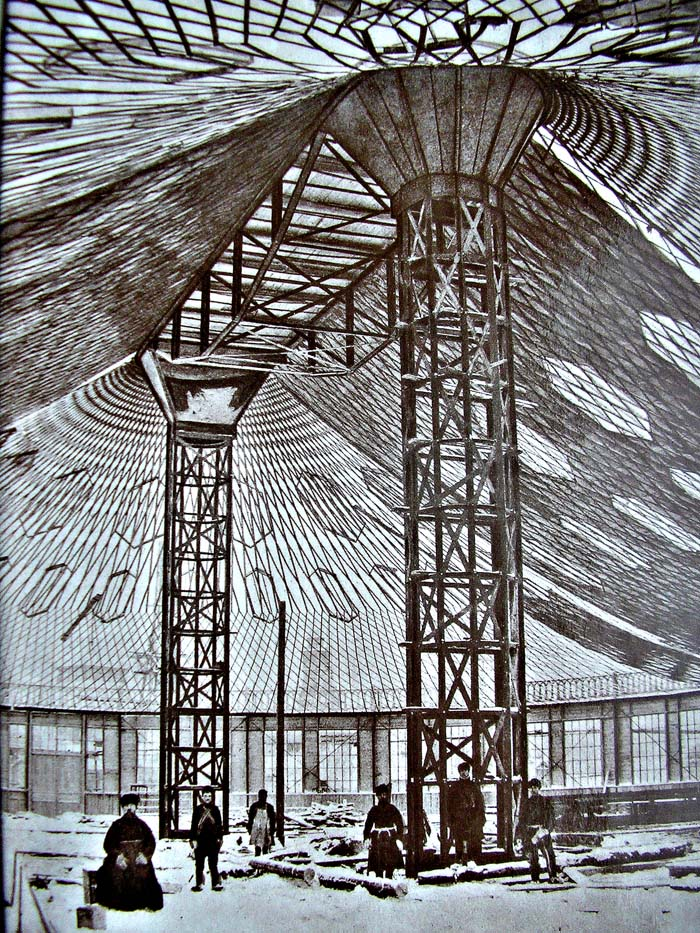
Seilnetz von Wladimir Schuchow, Allrussische Industrie- und Handwerksausstellung 1896

Als Seilnetz bezeichnet man in Architektur und Bauwesen gekrümmte Flächentragwerke und Konstruktionen, die aus zugbeanspruchten Seilen mit entgegengesetzter Krümmung bestehen (Sattelflächen, hier insbesondere das hyperbolische Paraboloid). Die Konstruktion wird vor allem für die freie Überdachung großer Flächen eingesetzt und zeichnet sich durch ein geringes Eigengewicht aus.

## Konstruktion
Seilnetze (zugbeansprucht) werden auf Masten oder Bögen (beide druckbeansprucht) aufgespannt und setzen sich aus Tragseilen und Spannseilen zusammen. Die Tragseile übernehmen die Lastabtragung auf Masten und Fundamente, die Spannseile garantieren ausreichende Steifigkeit.

## Geschichte
Die Pioniere für Seilnetzkonstruktionen sind Wladimir Schuchow und Frei Otto. Zur Berechnung von Seilnetzkonstruktionen trug der französische Bauingenieur Marc Biguenet im Rahmen der Entwurfsplanung des Dachtragwerkes des Olympiastadions München im Jahr 1969 wesentlich bei (s. J. Gade et al.).

## Beispiele

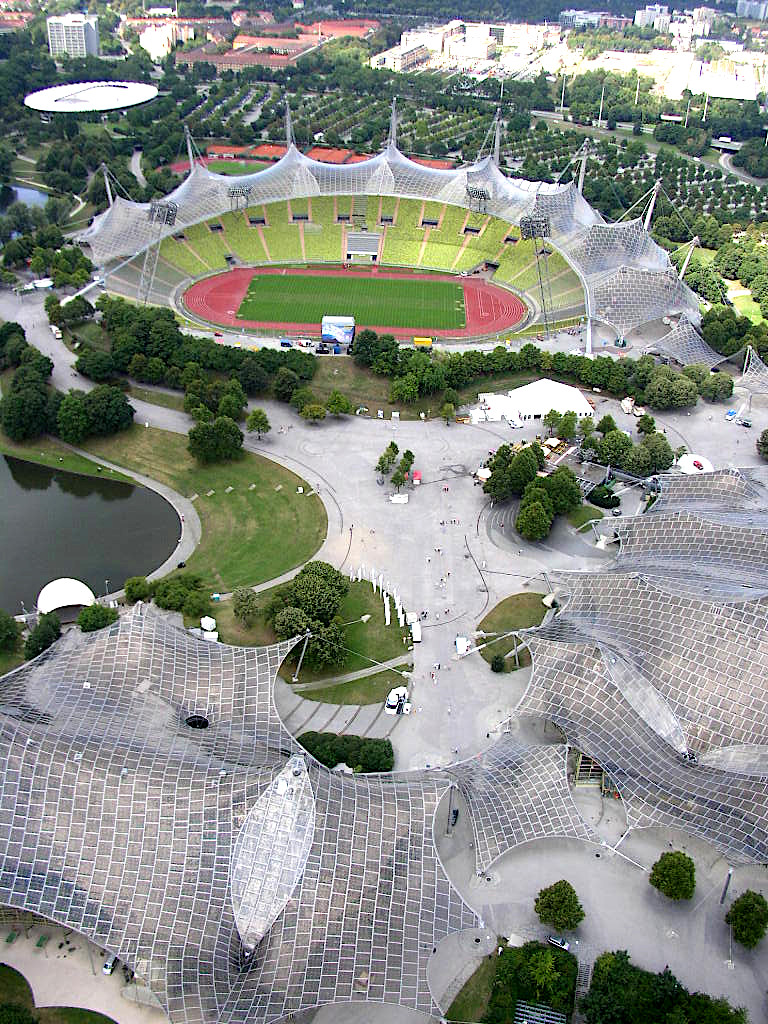
Olympiapark, München (Frei Otto)
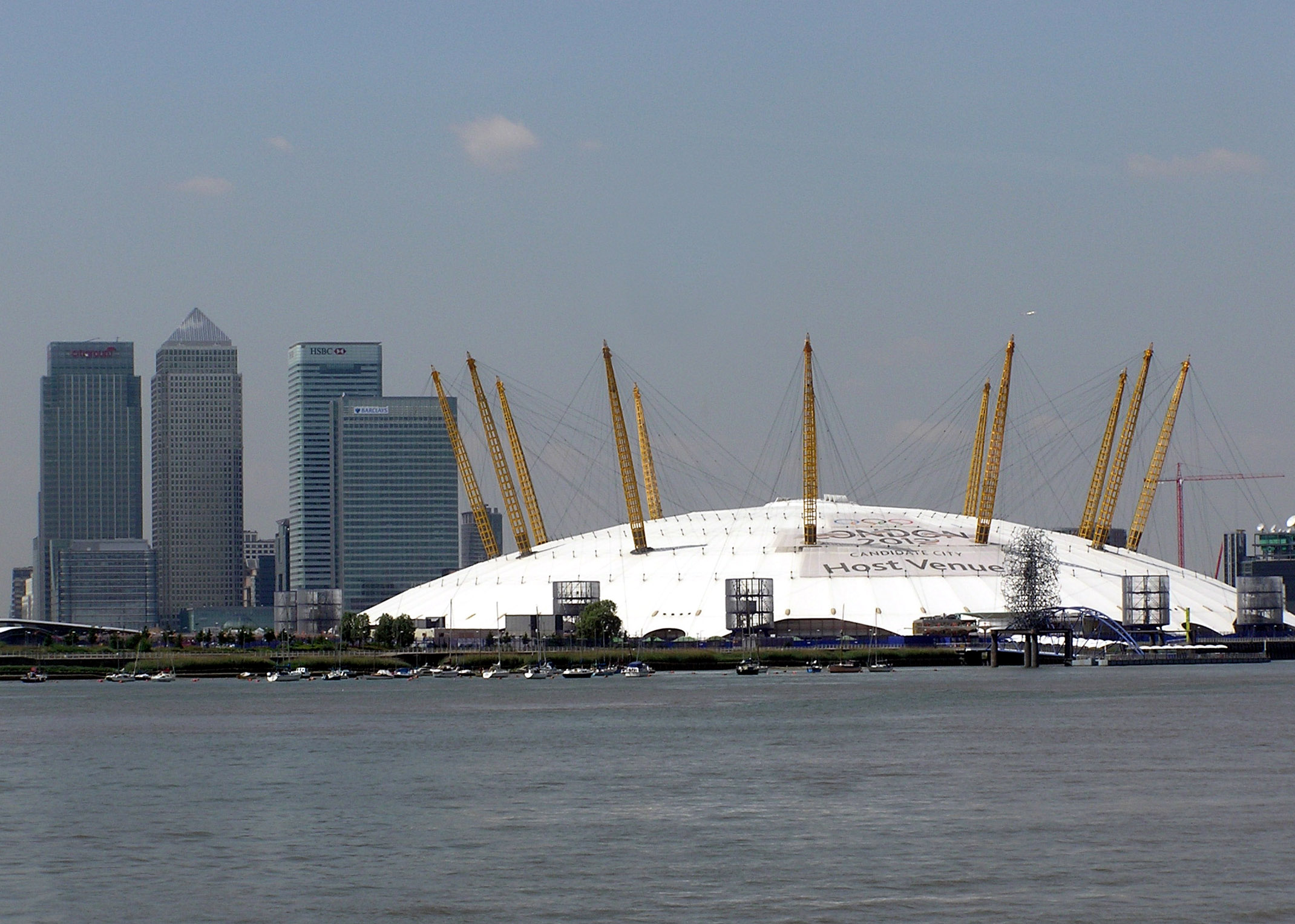
Der Millennium Dome in London (Richard Rogers)
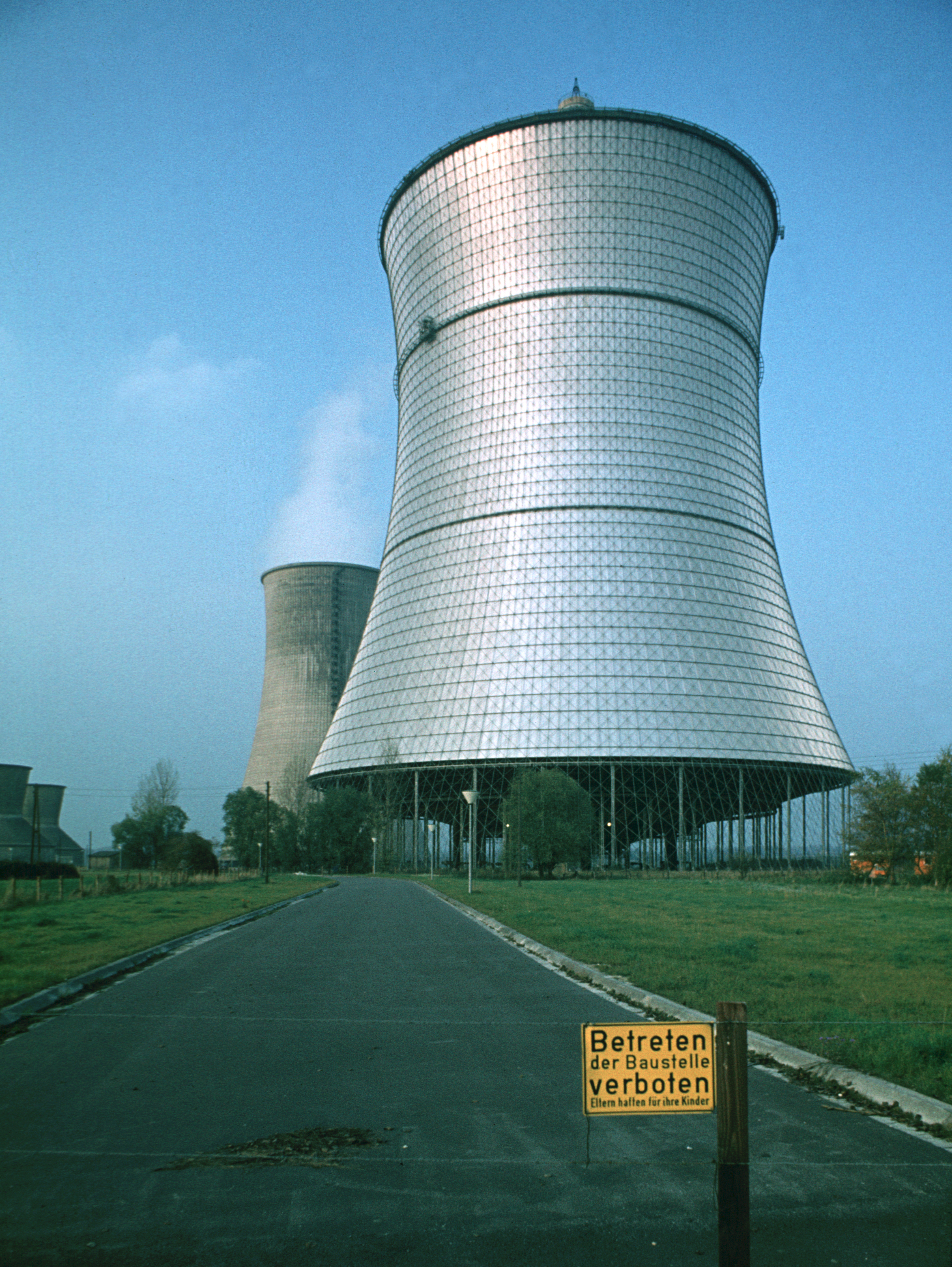
THTR-300 Kühlturm (Schlaich Bergermann Partner)
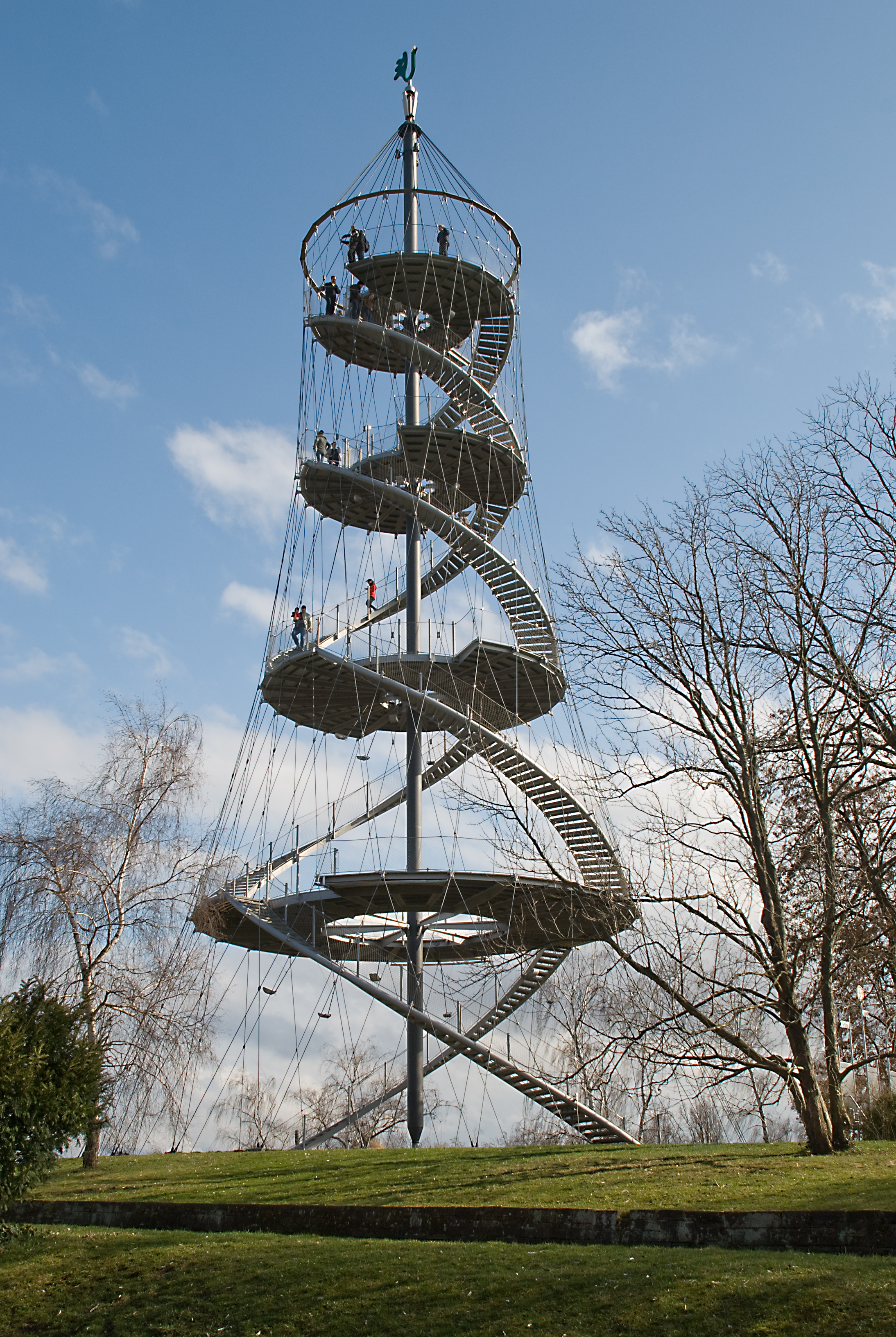
Killesbergturm in Stuttgart (Schlaich Bergermann Partner)
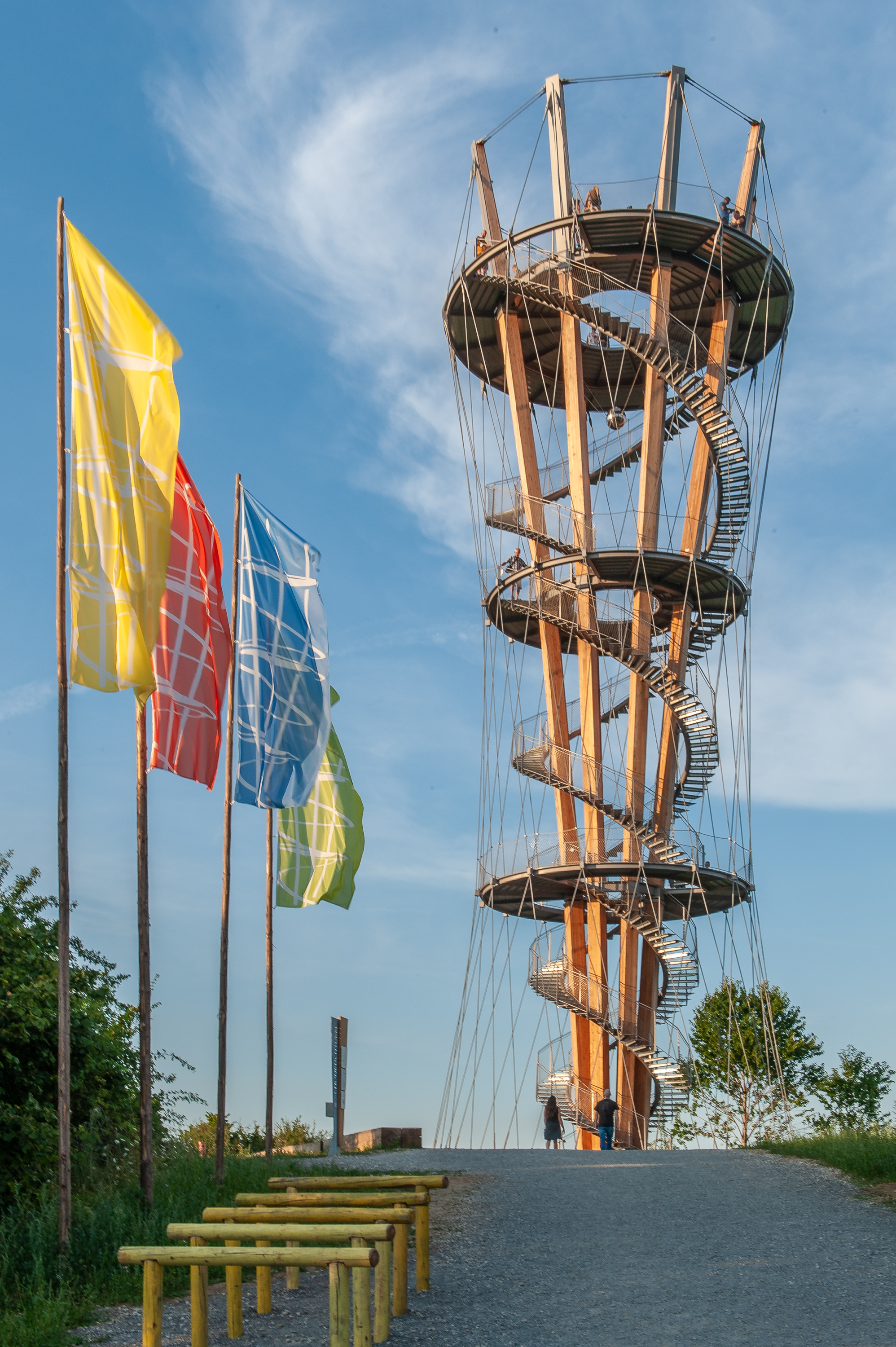
Schönbuchturm bei Herrenberg (Schlaich Bergermann Partner)
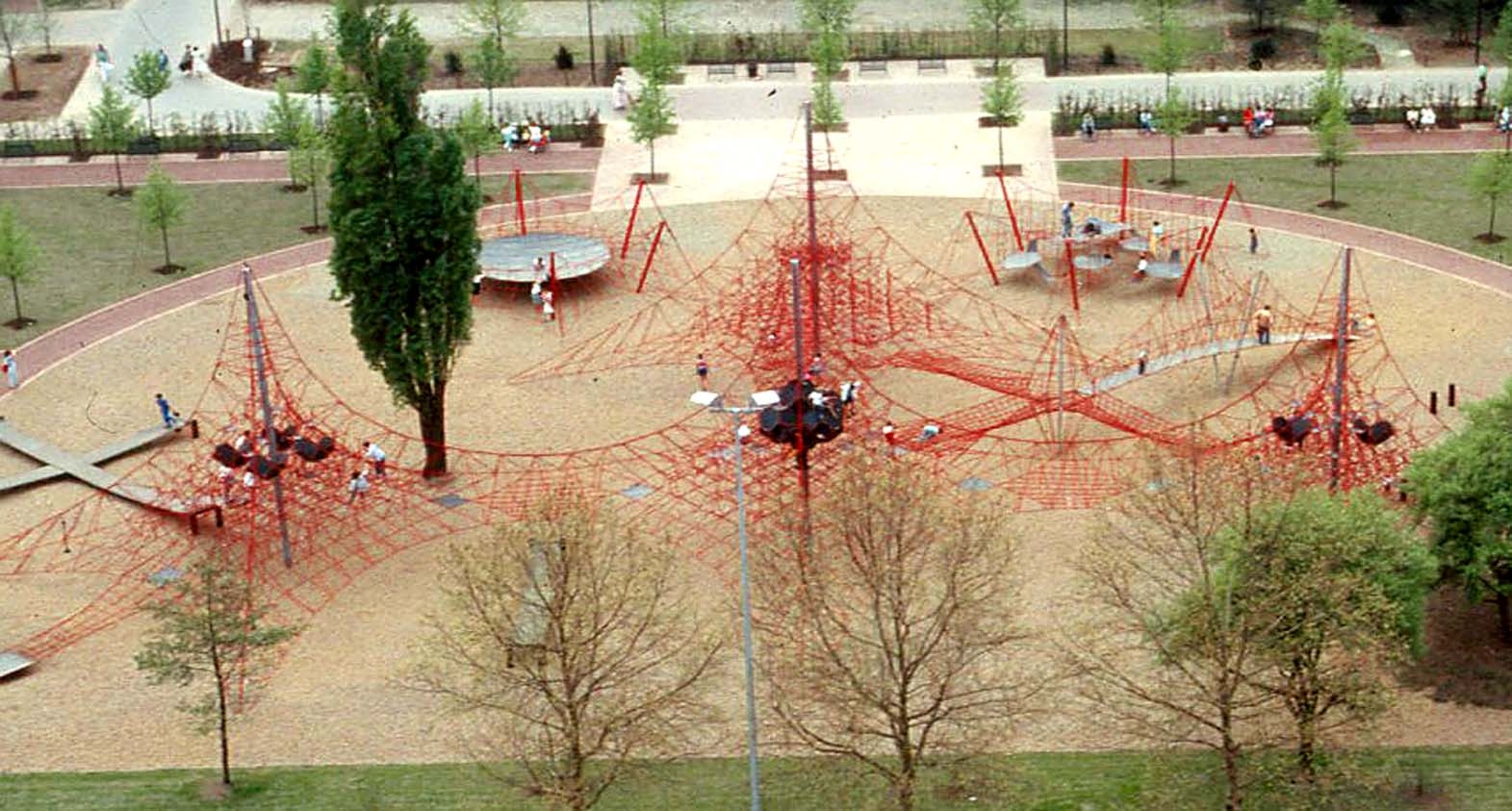
Super-Viermast-Spielzirkus von Conrad Roland
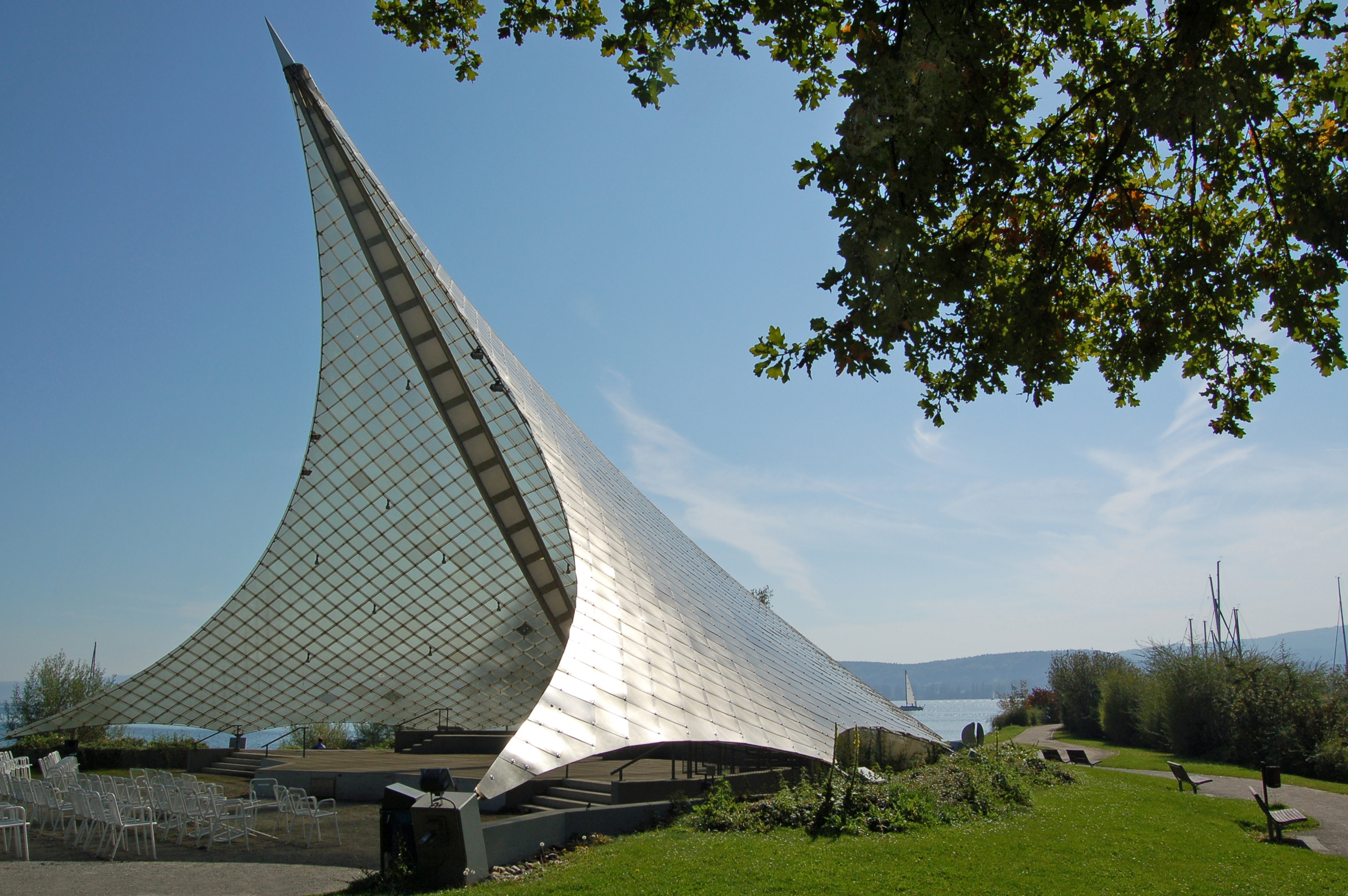
Konzertsegel in Radolfzell